# Patrick Dewaere

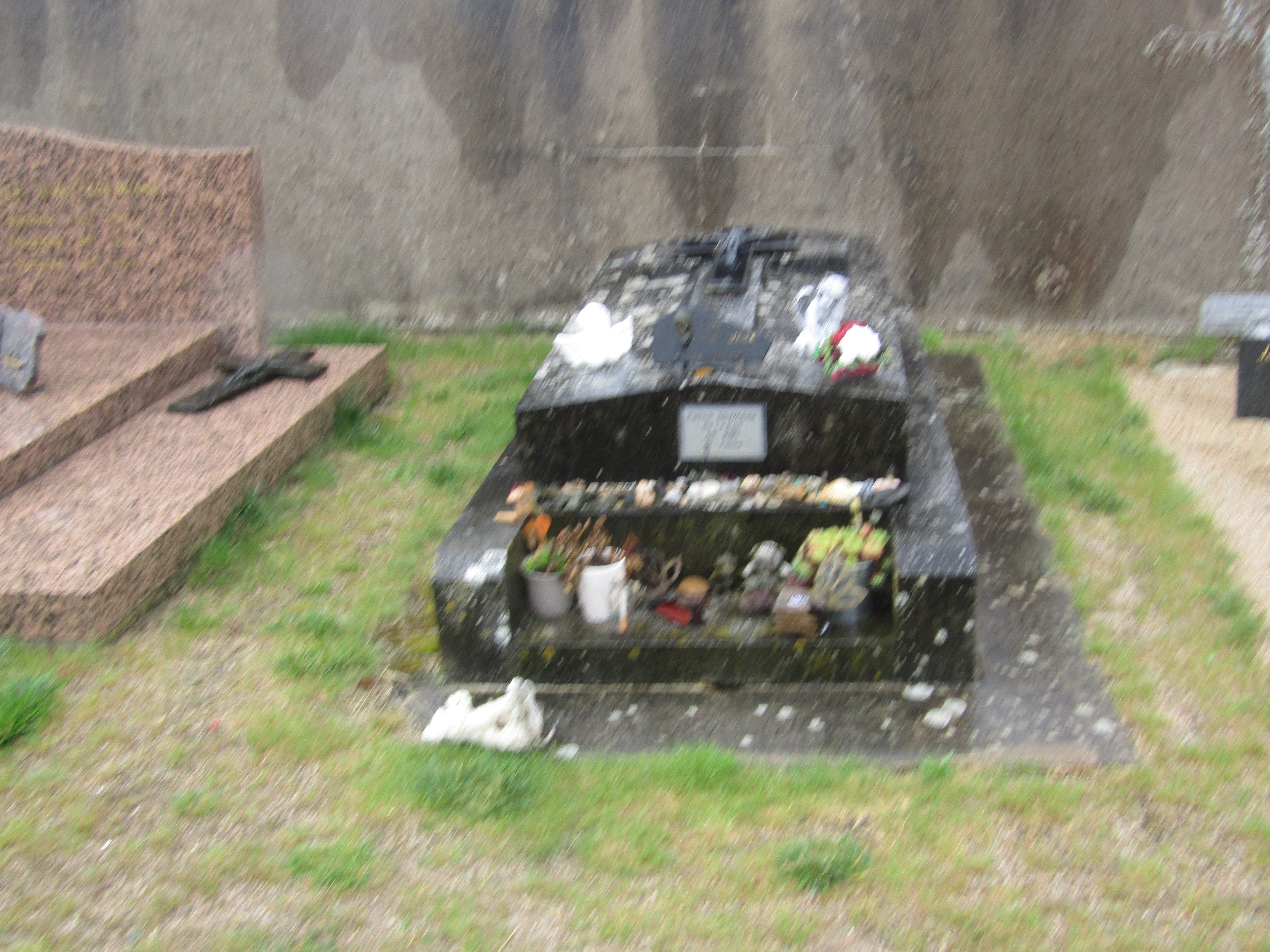
Das Grab von Patrick Dewaere auf dem Friedhof von Saint-Lambert du Lattay

Patrick Dewaere (* 26. Januar 1947 als Patrick Jean-Marie Henri Bourdeaux in Saint-Brieuc; † 16. Juli 1982 in Paris) war ein französischer Schauspieler. Zusammen mit seinem Freund Gérard Depardieu stieg er in den 1970er Jahren zu einem der populärsten Jungstars des französischen Kinos auf. Zu Beginn seiner Karriere nannte er sich Patrick Maurin nach dem Namen der Mutter Mado Maurin.

## Leben und Wirken
Dewaere war das Kind einer Schaustellerfamilie. Unter Führung seiner Mutter Mado Maurin (1915–2013) trat er mit seinen vier Brüdern und seiner Schwester in Filmen, Fernsehfilmen und -serien auf. Zusammen waren sie unter dem Namen „Les petits Maurin“ bekannt. Die Familie lebte in Paris. Im Alter von 17 Jahren erfuhr Dewaere, dass nicht der frühere Ehemann seiner Mutter, Pierre-Marie Bourdeaux, sein leiblicher Vater war, sondern Michel Têtard, ein Orchesterleiter und Sänger. Im Jahr 1968 nahm er den Namen „Dewaere“ an, zu dem ihn seine Urgroßmutter mütterlicherseits anregte. Ein Jahr zuvor hatte er seine erste Ehefrau, Sotha, eine Schauspielerin und Mitbegründerin des Experimentaltheaters „Café de la Gare“, kennengelernt. Sie trennten sich 1970, blieben allerdings insgesamt elf Jahre verheiratet.
Ab 1968 arbeitete Dewaere mit dem „Café de la Gare“ zusammen, wo er Miou-Miou und Gérard Depardieu kennenlernte, mit denen er, nach zahlreichen Nebenrollen in verschiedenen Filmen, in der skandalumwitterten Filmkomödie Die Ausgebufften seinen Durchbruch hatte. Miou-Miou wurde seine Lebensgefährtin und Mutter der gemeinsamen Tochter Angèle (* 1974). Miou-Miou verließ Dewaere für den Sänger Julien Clerc.
Dewaere wurde einer der beliebtesten Darsteller des französischen Kinos der 1970er Jahre. Zwischen 1977 und 1982 war er in der Kategorie Bester Hauptdarsteller fünfmal für Frankreichs wichtigsten Filmpreis César nominiert. In seiner Arbeit galt Dewaere als rastlos und äußerst gewissenhaft. Er litt unter depressiven Stimmungen und hatte Drogenprobleme. Sein Image des jungen Wilden zementierte er in Alain Courneaus Kultfilm Série noire (1979). In seinen Rollen war Dewaere lange Zeit auf den Typ des rebellierenden Jugendlichen festgelegt. Erst in seinen späteren Filmen kam seine komödiantische wie dramatische Vielseitigkeit zum Ausdruck. Besonders häufig arbeitete er mit dem Regisseur Bertrand Blier zusammen.
Im Jahr 1980 wurde Dewaere gegenüber einem Journalisten handgreiflich, nachdem dieser seine Verehelichung mit Elsa Chalier publik gemacht hatte. Chalier verließ Dewaere 1982 wegen seines Freundes Coluche. Kurz darauf, am 16. Juli 1982, erschoss sich Dewaere in seinem Haus in Paris mit einem Gewehr vom Kaliber 22, das ihm von Coluche geschenkt worden war. Zu dieser Zeit bereitete er sich auf den Film Édith et Marcel von Claude Lelouch vor, in dem er den Boxer Marcel Cerdan, einen Geliebten der Sängerin Édith Piaf, spielen sollte. Nach Dewaeres Tod übernahm die Rolle dessen Sohn Marcel Cerdan jr.
Dewaere wurde auf dem Friedhof von Saint-Lambert-du-Lattay im Grab seiner Schwiegerfamilie bestattet. Er hinterließ neben seiner Tochter Angèle Herry (* 1974) auch die Tochter Lola Dewaere (* 1979) aus seiner Ehe mit Elsa Chalier. Angèle wurde 1992 von Julien Clerc, dem einstigen Lebensgefährten Miou-Mious, adoptiert. Sie ist heute als Drehbuchautorin tätig, ihre Halbschwester Lola Dewaere ist Schauspielerin.
In Erinnerung an Dewaere wurde der „Jean-Gabin-Preis“ 2008 in Patrick-Dewaere-Preis umbenannt.

## Filmografie (Auswahl)
- 1956: Das Gänseblümchen wird entblättert (En effeuillant la marguerite)
- 1971: Musketier mit Hieb und Stich (Les mariés de l’an II)
- 1971: Das Haus unter den Bäumen
- 1972: Belle
- 1973: Themroc
- 1974: Die Ausgebufften (Les valseuses)
- 1974: Lily, hab mich lieb (Lily, aime-moi)
- 1975: Catherine & Co. (Catherine et Cie.)
- 1975: Adieu, Bulle (Adieu poulet)
- 1975: Triumphmarsch (La marche triomphale)
- 1976: Unser Weg ist der beste (La meilleure façon de marcher)
- 1976: F wie Fairbanks (F… comme Fairbanks)
- 1977: Der Richter, den sie Sheriff nannten (Le juge Fayard, dit Le Shériff)
- 1977: Das rote Zimmer (La stanza del vescovo)
- 1977: Frau zu verschenken (Preparez vos mouchoirs)
- 1978: Die Klassenlehrerin (La clé sur la porte)
- 1979: Stau (L’ingorgo – una storia impossibile)
- 1979: Damit ist die Sache für mich erledigt (Coup de tête)
- 1979: Série noire
- 1980: Der ungeratene Sohn (Un mauvais fils)
- 1981: Plein sud
- 1981: Psy
- 1981: Ausgerechnet ihr Stiefvater (Beau-père)
- 1982: Begegnung in Biarritz (Hôtel des Amériques)
- 1982: Brainwash – Ein Mann in Bestform (Paradis pour tous)
- 1982: Tausend Milliarden Dollar (Mille milliards de dollars)

## Auszeichnungen
- 1976: César-Nominierung, Bester Nebendarsteller für Adieu poulet
- 1977: César-Nominierung, Bester Hauptdarsteller für Unser Weg ist der beste
- 1978: César-Nominierung, Bester Hauptdarsteller für Der Richter, den sie Sheriff nannten
- 1980: César-Nominierung, Bester Hauptdarsteller für Série noire
- 1981: César-Nominierung, Bester Hauptdarsteller für Der ungeratene Sohn
- 1982: César-Nominierung, Bester Hauptdarsteller für Ausgerechnet ihr Stiefvater